# QF 32磅砲

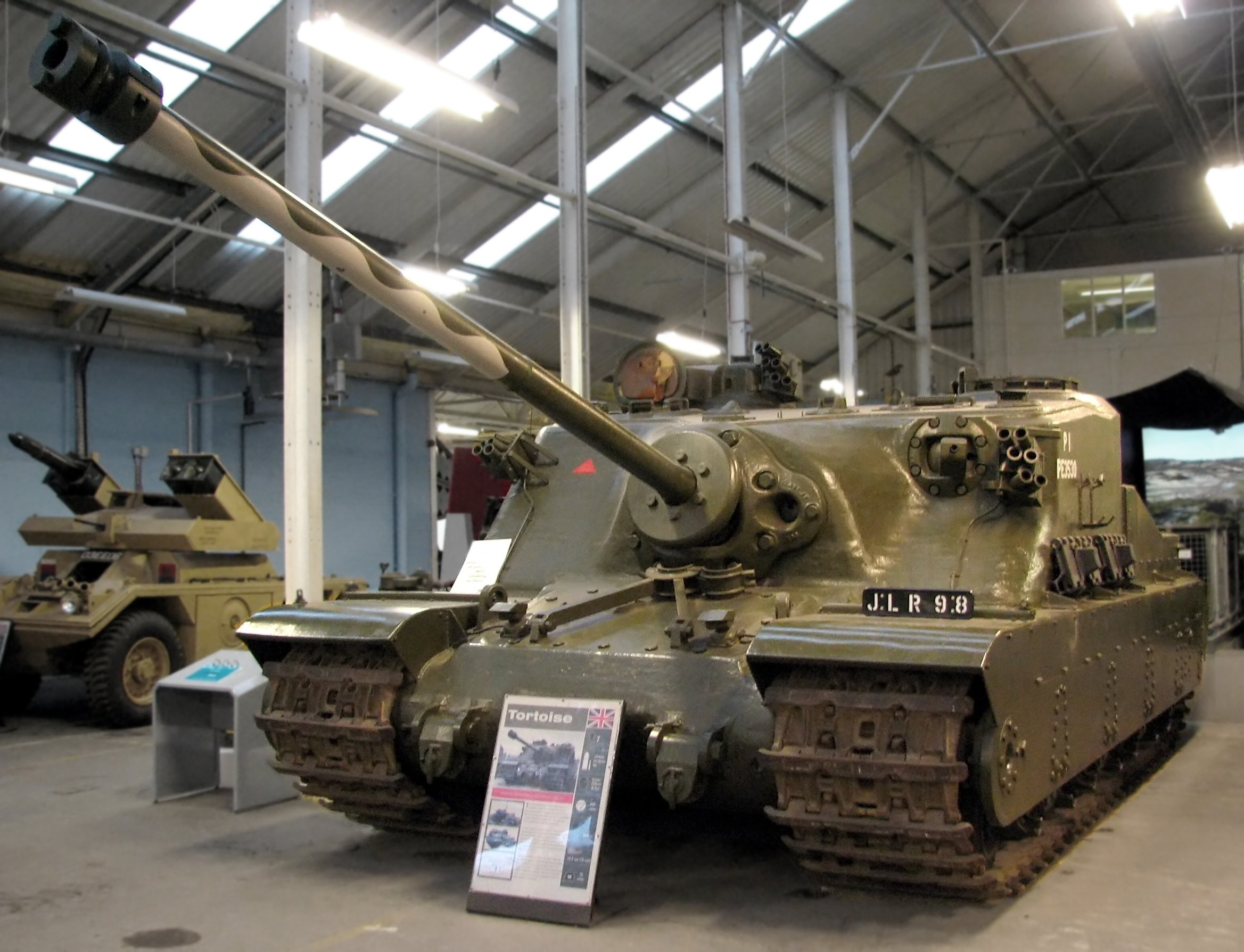
土龜重型突擊坦克上所安裝的QF-32磅砲

QF 32磅炮（英語：Ordnance QF 32-pounder）是一款英國於二戰中使用的94mm火炮，目標是取代舊有的QF 17磅炮。
如同德國的88毫米戰車炮，32磅砲亦是由防空高射砲改裝來的，源自QF 3.7英吋高砲。
32磅砲在二戰時研發並安裝於實驗性質的土龜重型突擊坦克上。至少有一門砲做成輪式的防空砲。
這門砲發射的穿甲彈重32磅(14.5公斤)，砲口初速為3050 ft/s (930 m/s)。
二戰結束後停止研發，原有的17磅砲最後被QF 20磅砲所取代。